# Viagogo
Viagogo是一個線上交易平台。该公司于2006年成立于英国伦敦，在全球營運超過60個網站，顧客來自160個以上不同國家。Viagogo的投资人包括风险投资公司Index Ventures、 Lastminute.com的创始人和前執行長布蘭特·赫伯曼（Brent Hoberman），以及罗斯柴尔德家族的賈克伯·羅斯柴爾德（Lord Jacob Rothschild）。Viagogo於販售票時，會向買方抽取15%、賣方抽取10%的服務費，這也是Viagogo的主要收入來源。

## 历史
该公司在2006年成立于伦敦。公司创始人 Eric Baker是美国的门票交易平台StubHub的创始人。StubHub现在已经是世界上最大的票务市场。
viagogo的使命是为客户提供一个安全的在线门票交易市场，让消费者购买和出售体育比赛、演唱会和戏剧演出活动的门票。
viagogo票务市场的目的是让消费者更容易地买到到以往难以购买、特别是售罄的门票。 viagogo的业务建立在保护消费者权益的原则之上——“购票者肯定可以及时收到他们所购买的门票”。
viagogo与切尔西及曼联有合作关系，提供机会让球赛季持有门票却不能出席观看的人出售他们的门票。曼联在2011年结束了他们与viagogo商业协议。 
viagogo现在与将近100家世界各地的体育和娱乐大公司有合作关系，包括英超球队曼城和切尔西、德甲俱乐部拜仁慕尼黑、巴黎圣日耳曼、罗兰·加洛斯法国网球公开赛和一些欧洲音乐节。
2013年9月viagogo正式在澳大利亚启动。  启动的同时也宣布了与总部位于墨尔本的AFL俱乐部科林伍德( Collingwood FC)和列治文(Richmond FC)两个新的足球俱乐部的合作伙伴关系。
- 2019年11月26日viagogo斥資40.5億美元收購EBay旗下票務網站StubHub

## 体育合作伙伴
该公司已与许多足球橄榄球、网球、摔跤队伍达成合作伙伴关系。根据英国法律，政府为防止足球流氓行为，规定未经授权转售英超等足球门票的行为是非法的。 但是viagogo通过与英超俱乐部合作，获得了官方授权转售有合作关系的俱乐部门票。

### 英超
- 阿斯顿维拉[13]
- 富勒姆
- 曼城
- 纽卡斯尔
- 雷丁

### 德甲
- 奥格斯堡
- 汉诺威96
- 凯泽斯劳滕[14]
- 纽伦堡
- 史特加[15]

### 法甲
- 巴黎圣日耳曼[16]
- 南锡[17]

### 西甲
- 瓦伦西亚[18]
- 马洛卡
- 格拉纳达[19]
- 马德里竞技
- 马拉加CF
- 瓦拉多利德[20]
- 塞维利亚
- 皇家贝蒂斯[21]
- 赫塔菲[22]

### 意甲
- 巴勒莫
- 博洛尼亚
- 切沃

### 荷甲
- 费耶诺德

### 网球
- 网球 - ATP世界巡回赛总决赛，[23] viagogo将成为其正式次级票务销售的合作伙伴。此次合作从2011年生效直到（包括）2013年。
- 法国网球公开赛，ATP世界巡回赛总决赛，法国巴黎银行大师赛，马德里公开赛和巴塞罗那公开赛的官方合作伙伴。

- 2010年，该公司成为了世界摔跤娱乐（WWE ）的2010年秋季欧洲现场巡演的官方次级票务合作伙伴，这是WWE第一次在其重要的欧洲巡演中建立次级票务合作伙伴。[24]

### AFL（澳式足球）
- 科林伍德FC[25]
- 列治文FC[25]

### 橄榄球
- RC Toulonnais[26]
- USA Perpignan
- RC Narbonne
- Scottish Rugby[27]
- Sydney Roosters[28]

### 篮球
- Turkish Airlines Euroleague Basketball
- Panathinaikos BC
- Olimpia Milano
- Mens Sana Basket Siena
- Pallacanestro Cantù

## 音乐合作伙伴
2009年以来， viagogo一直是节日共和 (Festival Republic)、雷丁和利兹节(Reading and Leeds Festivals)、纬度节(Latitude Festival)和大寒音乐节(Big Chill festival)主办方官方票务的合作伙伴。 该公司也同时一直是麦当娜、 Roger Waters, the NME 和Aloud.com以及鲍尔传媒集团的票务合作伙伴。
Viagogo也是2013年怀特岛节、在Boyzone的BZ20周年纪念巡回演出、 2013 Bilbao BBK Live, 2013 XO比利时、 2013卡西姆节和2013周末音乐节的官方售票平台。

## 媒体合作
2012年，viagogo通过扩展其与多平台体育媒体公司 ESPN 的合作， 2012年，viagogo通过扩展其与多平台体育媒体公司 ESPN 的合作，让体育迷们可以方便地购买一系列遍及欧洲的体育赛事门票。

## 二手票务的消费者权益爭議
据英国广播公司BBC报道，根据英国警方欺诈诉讼部门提供的信息，在过去的几年中，网上票务销售欺诈的数量急剧增加，数以千计的客户从不安全的网站买了门票，但是从未收到、或是收到假门票，以及在不知道门票差价的情况下支付超过门票面值5倍的价格。
viagogo委任的调研透露，英国人在过去的12个月中，因为票务销售欺诈失去5千万英镑； 与此同时，50万澳大利亚人也成为票务销售欺诈的受害者，其中有85 ％的原因是来自于eBay和Gumtree中不安全的交易而产生。
2011年，发生了一场橄榄球联盟（ RFU ）和viagogo之间的诉讼，起因是橄榄球联盟（ RFU ）明确禁止转售门票的二次销售牟利。 2011年12月，Viagogo在下级法院的初审败诉了，法院命令viagogo开放相关内部资料。Viagogo此后上诉最高法院，以阻止泄露客户信息，2012年11月上诉被最高法院驳回。
2012年11月，蒙福之子乐团在与英国朴茨茅斯举行音乐会，的23.50英镑面值的假门票在viagogo的销售平台售价高达200英镑。Viagogo在英国广播公司BBC的采访时回应，这是一次罕见的偶发事件，所有买家都已收到全额退款以及额外补偿。
2018年，中華民國消保處公佈Viagogo是當年10月1日至11月12日之間消費糾紛最多的票券平台，預訂費用高於票價的二成五到三成之間。

## 立法
在英国，工党议员莎朗霍奇森建议出台法律，限制转售门票的价格只能超出其面值的10 ％，但其建议被英国文化、媒体及体育部(DCMS)否绝。